# 109 Pułk Piechoty (Imperium Rosyjskie)
109 Wołżski pułk piechoty (ros. 109-й пехотный Волжский полк) – pułk piechoty armii rosyjskiej.

## Charakterystyka
Oddział został sformowany 17 maja 1797 jako 20 pułk jegrów w składzie dwóch batalionów i ośmiu kompanii. Wielokrotnie był przemianowywany od nazwisk kolejnych dowódców.
Święto pułkowe obchodził 4 lutego, w dzień wspomnienia świętego księcia Jerzego II Wsiewołodowicza.
W 1914 stacjonował w garnizonie Kowno i wchodził w skład 1 Brygady 28 Dywizji Piechoty należącej do 20 Korpusu Armijnego.